# 塞克拉 (塞奥菲鲁斯之女)
塞克拉（希腊语：Θέκλα；罗马化：Thecla；820年代初或830年代—870年之后），是拜占庭帝国阿莫里王朝公主。塞克拉是罗马皇帝塞奥菲鲁斯与皇后塞奥多拉长女，在830年代末被尊为奥古斯塔。842年塞奥菲鲁斯死后，塞克拉的母亲成为她弟弟米哈伊尔三世的摄政，塞克拉担任共治女皇帝，和塞奥多拉、米哈伊尔共同参与政权治理。
856年，塞克拉可能与母亲一起被米哈伊尔三世废黜，随后送进君士坦丁堡一所修女院。一段时间之后，据说塞克拉又重新涉足宫廷事务，成为米哈伊尔的朋友及共治皇帝瓦西里一世情妇。867年，瓦西里谋杀米哈伊尔，独揽大权成为唯一皇帝，给他做情妇的塞克拉遭到冷落，于是她另寻新欢，与约翰·内阿托科梅特斯相恋。瓦西里发现这段恋情后，塞克拉失宠，她遭到毒打，财产也被没收。

## 生平
塞克拉出生日期并不确定，因为推算其出生日期取决于她父母结婚的年份，而其父母结婚年份估计约在820至821年或者820年、830年左右。因此，塞克拉大约出生于820年代初或者830年代初。历史学家沃伦·崔德戈德认为塞克拉出生于约831年，而历史学家胡安·西涅斯·科多涅尔则认为是822年春。同时代资料显示，塞克拉是罗马皇帝塞奥菲鲁斯与皇后塞奥多拉长女；不过，像约翰·巴格内尔·伯里和欧内斯特·沃尔特·布鲁克斯等一些历史学家认为她妹妹玛丽亚才是长女，他们的依据是众姐妹中唯有玛丽亚订过婚，通常长女会先成婚。塞克拉以塞奥菲鲁斯的母亲塞克拉名字命名。塞克拉有六个兄弟姐妹：四个妹妹安娜、阿纳斯塔西娅、帕尔切里亚和玛丽亚，塞奥菲鲁斯对她们深感自豪，还有两个兄弟君士坦丁和米哈伊尔。君士坦丁在出生后不久就被父亲立为共治皇帝，但在婴儿时期溺死在宫殿蓄水池里。

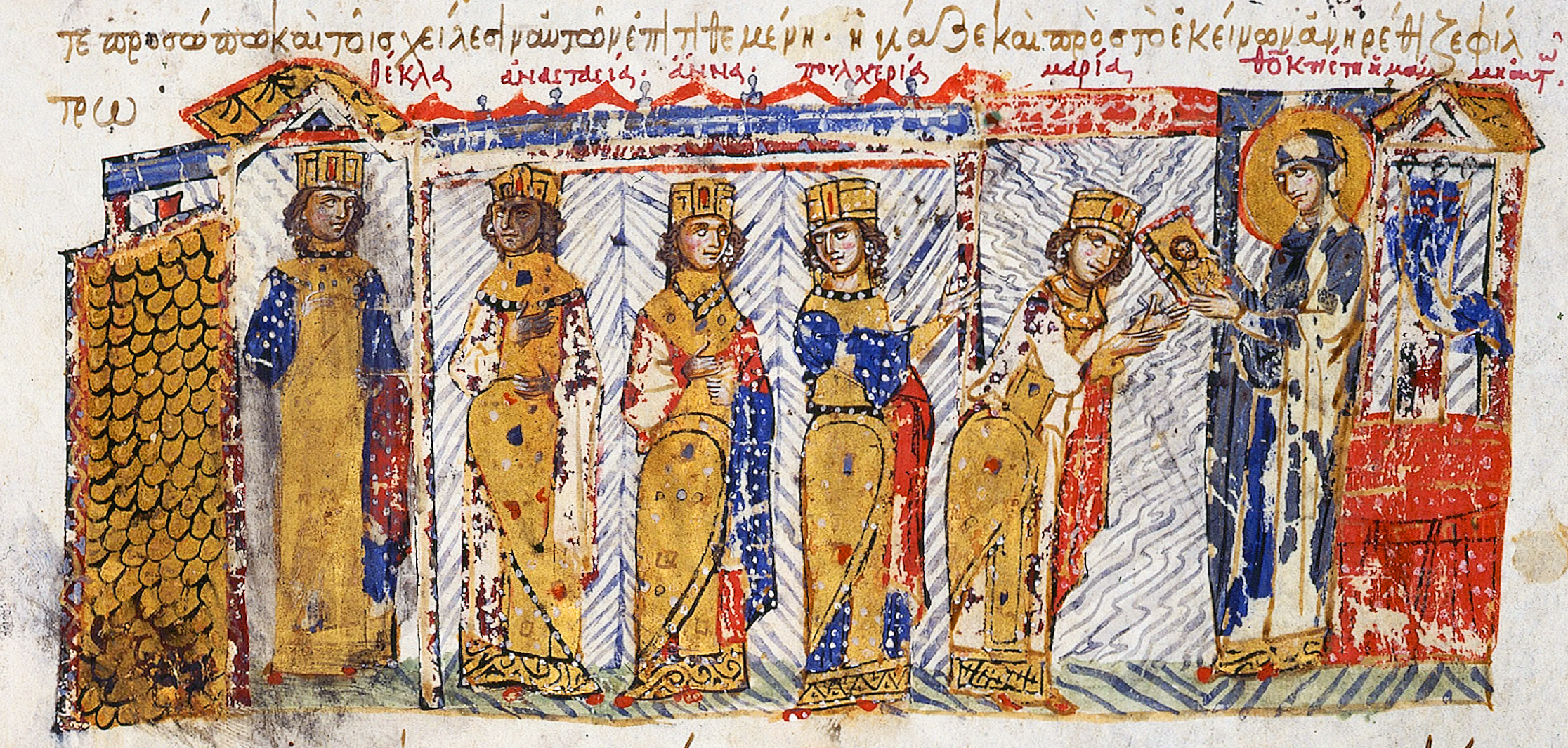
出自《马德里的斯基利泽斯手抄本》，塞奥菲鲁斯和塞奥多拉的女儿们正在接受外祖母塞奥克提忒关于圣像崇拜的教导。在描绘教导孩子们尊崇圣像的场景中，出现的是塞奥多拉的母亲塞奥克提忒，而非实际教导孩子们的塞奥菲鲁斯的继母欧芙洛绪涅，其原因不得而知。塞克拉是从左数起第一人。

830年代，最年长的姐妹塞克拉、安娜和阿纳斯塔西娅都被尊为奥古斯塔，这是个有时授予皇家女性成员的荣誉头衔。一套不同寻常的硬币为纪念这一事件而发行，硬币一面铸有塞奥菲鲁斯、塞奥多拉和塞克拉形象，另一面则是安娜和阿纳斯塔西娅形象。尽管塞奥菲鲁斯是坚定的圣像破坏者，反对圣像崇拜，但塞克拉在母亲及塞奥菲鲁斯继母欧芙洛绪涅教导下，暗中学习尊崇圣像。圣像破坏运动是一场主张不应制作或尊崇描绘圣人的圣像画的宗教运动。726年，罗马皇帝利奥三世公开支持圣像破坏运动，这一运动一直持续到787年。787年，皇帝君士坦丁六世和女皇帝伊琳妮在第二次尼西亚公会议上否定圣像破坏运动。815年，皇帝利奥五世又恢复圣像破坏运动，米哈伊尔二世和塞奥菲鲁斯延续这一运动。尽管塞奥菲鲁斯禁止制作圣像，还迫害圣像崇拜者，但在他死后，塞奥多拉于843年废除他的相关举措，她也因恢复东正教正统地位而受到赞誉；圣像破坏运动在860年代至870年代遭到革除，此后不再是重大问题。塞奥菲鲁斯在卡里阿诺斯为塞克拉和她妹妹们建造一座宫殿 。塞奥菲鲁斯在去世前不久，努力将塞克拉许配给加洛林帝国继承人路德维希二世，以期联合两个帝国来共同对抗阿拉伯人持续入侵所带来的威胁。如此联姻对路德维希二世的父亲洛泰尔一世也有利，当时他正陷于与兄弟们的内战之中。但由于洛泰尔在841年的丰唐瓦战役中战败再加上塞奥菲鲁斯于842年去世，这场联姻最终未能实现。
塞奥菲鲁斯在842年1月20日死后 ，皇后塞奥多拉成为塞克拉年幼弟弟、年仅三岁的米哈伊尔三世的摄政。塞奥多拉统治第一年发行的硬币，正面只铸有塞奥多拉一人的形象，反面则是米哈伊尔三世与塞克拉在一起的形象。三人中唯一被赋予头衔的是塞奥多拉（头衔为“塞奥多拉女专制君主”，即“女主子塞奥多拉”）。塞克拉担任共治女皇帝，与塞奥多拉、米哈伊尔共同参与帝国权力治理，硬币上对她的刻画体现这一事实，在硬币上她比米哈伊尔形象更大。一枚同样来自塞奥多拉早期统治时期的御玺，将米哈伊尔、塞奥多拉、塞克拉都称作“罗马人的皇帝”。这或许表明塞奥多拉平等对待女儿和儿子，视女儿为潜在的未来皇位继承人。钱币学家菲利普·格里尔森评论说，铸币时期的有日期记载的文件证明，塞克拉“在帝国的治理方面正式与塞奥多拉和米哈伊尔共同执政”。然而，历史学家乔治·奥斯特洛格尔斯基指出，塞克拉似乎对政务并不感兴趣。843年，塞克拉身患重病，据说她因到访君士坦丁堡的圣母修道院参拜而痊愈；为感谢修道院治愈塞克拉，塞奥多拉向该修道院颁发金玺诏书。
856年3月15日，随着米哈伊尔三世被宣布为唯一皇帝，塞奥多拉的统治正式结束。857年或858年，塞奥多拉被逐出皇宫，幽禁在君士坦丁堡的加斯特里亚修道院里；这所修道院由塞克拉的外祖母塞奥克提忒将一处宅邸改建而成，很可能在塞奥菲鲁斯统治时期完成改建。塞克拉和其他妹妹要么是同时被逐出皇宫并被安置在同一所修道院，要么在此之前就已经在那里待过一段时间。并不确定她们是否正式成为修女：她们可能确实已经受戒成为修女，也可能只是有此打算。有一种说法是，858年11月，她们被幽禁在卡里阿诺斯宫，可能处于一种半修道院式环境中。另一种说法则称她们当即就被安置在加斯特里亚修道院。最常见说法是，塞奥多拉与帕尔切里亚一同被幽禁在修道院，而塞克拉及她妹妹安娜、阿纳斯塔西娅起初被留在卡里阿诺斯宫，但不久之后就被转移到加斯特里亚修道院，削发为修女。塞奥多拉可能在863年左右从修道院获释。根据10世纪拜占庭历史学家大官人西蒙记载，塞克拉也得以获释，米哈伊尔三世试图利用她来达成一项政治交易。大官人西蒙称在大约865年，米哈伊尔为掩盖自己与长期情人尤多奇亚·伊格琳娜之间的持续性关系，将尤多奇亚嫁给自己朋友及共治皇帝瓦西里一世。西里尔·曼戈等历史学家认为米哈伊尔这么做是因为尤多奇亚怀有他孩子，目的是确保孩子能以合法身份出生。然而，西蒙的中立性受到质疑，而且其他同时代史料并未提及这一阴谋，奥斯特洛格尔斯基和尼古拉·阿东茨等几位著名研究拜占庭帝国的学者对这一说法不予采信。
据西蒙所述，米哈伊尔还将塞克拉送给瓦西里做情妇，或许是为让瓦西里把注意力从尤多奇亚身上转移开，据说塞克拉同意这一计划。因此，按照西蒙的记载，当时35岁的塞克拉在866年初成为瓦西里的情妇。历史学家威廉·格林沃尔特推测促使塞克拉接受这种关系的原因：可能是因长期未婚心怀怨恨，或是瓦西里魁梧的身材吸引她，又或者是出于政治利益考量。867年瓦西里谋杀米哈伊尔三世，独揽大权后，西蒙进一步写道，塞克拉随后遭到冷落，在870年之后某个时间，她又觅得另一情人约翰·内阿托科梅特斯。瓦西里发现此事后，命人将约翰毒打一顿，送进修道院。塞克拉也遭到毒打，她的大量财产被没收。支持所谓私情说法的曼戈评论说，瓦西里本来就有充分理由厌恶内阿托科梅特斯，因为此人曾试图警告米哈伊尔他即将遭遇谋杀，但他认为瓦西里作出如此反应的最佳解释是“塞克拉此前在他的生活中占据着一定位置”，毕竟她曾是他情妇。10世纪关于拜占庭宫廷礼仪和历史的书籍《礼仪书》记载，塞克拉被安葬在加斯特里亚修道院，也就是她早前被幽禁的地方，与母亲及妹妹阿纳斯塔西娅、帕尔切里亚葬在同一具石棺内。